# Phù áo khoác
Phù áo khoác hay phù ngực là một triệu chứng phù, có vị trí ban đầu chủ yếu ở ngực, nhưng sau đó có thể lan lên cổ, mặt hoặc phù cả hai tay. Nguyên nhân thường là do u đè ép vào ống bạch mạch ở ngực và tĩnh mạch chủ trên. Với đặc điểm trên da ngực nổi nhiều mạch máu ngoằn nghèo màu tím, bệnh nhân cảm giác đau ngực, thấy vú to. Chụp phim X quang lồng ngực thường thấy khối u trung thất.